# Jar of Flies
Jar of Flies treći je EP američkog rock sastava Alice in Chains. Diskografska kuća Columbia Records objavila ga je 25. siječnja 1994. godine. Drugi je akustični EP Alice in Chainsa (prethodio mu je Sap iz 1992. godine) i prvi EP u povijesti glazbe koji je debitirao na prvom mjestu ljestvice Billboard 200; u prvom je tjednu objave u SAD-u bio prodan u više od 141.000 primjeraka. Članovi skupine bili su njegovi producenti i snimili su ga u tjedan dana u studiju London Bridge u Seattleu. Skladbe "No Excuses", "I Stay Away" i "Don't Follow" bile su objavljene kao promidžbeni singlovi. Godine 1995. Jar of Flies bio je nominiran za nagradu Grammy u kategoriji najboljeg omota albuma, dok je "I Stay Away" bila nominirana za istu nagradu u kategoriji najbolje rock izvedbe.
EP je dobio pozitivne kritike i u SAD-u je postigao trostruku platinastu nakladu; diljem svijeta bio je prodan u 4 milijuna primjeraka, zbog čega je jedan od komercijalno najuspješnijih uradaka skupine. U Kanadi je zbog 200.000 prodanih primjeraka postigao dvostruku platinastu nakladu, dok je u Ujedinjenom Kraljevstvu postigao srebrnu nakladu zbog 60.000 prodanih primjeraka.

## Pozadina i snimanje
Nakon što su zaključili promidžbenu svjetsku turneju za album Dirt 1993. godine, tijekom koje su otpustili basista Mikea Starra zbog zloupotrebe droga i zamijenili ga Osbourneovim basistom Mikeom Inezom, i održali koncerte na festivalu Lollapalooza, članovi Alice in Chainsa vratili su se kući u Seattle. Međutim, budući da nisu platili stanarinu, kućevlasnik ih je izbacio iz stana. Zbog toga se skupina preselila u studio London Bridge Studio u Seattleu.
Tijekom nastupa grupe koji su se održavali od lipnja do kolovoza 1993. godine na festivalu Lollapalooza gitarist Jerry Cantrell nazvao je producenta Tobyja Wrighta i predložio mu suradnju na novom uratku. Wright je prihvatio ponudu i rezervirao deset dana u studiju London Bridge Studio. Usprkos Cantrellovom uvjeravanju u suprotno, prije početka snimanja skupina nije imala pripremljenih pjesama. Bubnjar Sean Kinney izjavio je: "Nakon što smo godinu dana svirali glasnu glazbu, došli smo kući i nije nam ni na kraj pameti bilo istog trena staviti pojačala na najglasnije. Stvari smo pisali tijekom vožnje autobusom ili kad bismo imali slobodnog vremena. Snimili smo Jar of Flies da vidimo kako će proteći snimanje s [basistom] Mikeom Inezom. Jednostavno smo ušli u studio bez prethodno napisanih pjesama kako bismo vidjeli ima li tu kemije. Sve je sjelo na svoje mjesto. Zvukovi i tonovi bili su doista dobri. Mislili smo da bi bila šteta objaviti taj materijal."
Snimanje je započelo 7. rujna 1993. godine. Pjevač Layne Staley izjavio je da su "samo željeli ući u studio na nekoliko dana s akustičnim gitarama i vidjeti što će se zbiti. Nismo planirali objaviti tu glazbu, no diskografska ju je kuća čula i svidjela joj se. Za nas je to samo bilo iskustvo četvorice tipova koji su ušli u studio i svirali." Snimanje je trajalo 14 do 18 sati dnevno i bilo je gotovo unutar tjedan dana. Pomoćni inženjer zvuka Jonathan Plum rekao je da je snimanje bilo "izmarajuće". EP je bio snimljen na vrpcu uz pomoć miksete Neve 80-68 jer je Wright želio da akustični zvuk albuma bude što prirodniji. Staley se usprotivio korištenju Pro Toolsa u studiju; Wright je objasnio: "Layne je očito znao kakav zvuk preferira u studiju - i smatrao je da analogna tehnika bolje pristaje zvuku skupine." Skladbe su uglavnom bile snimljene isprve ili iz drugog pokušaja.
Sastav se posebno usredotočio na zvuk akustične gitare na albumu. Wright se prisjetio da su "na pjesme nekoliko puta presnimili akustične gitare tako što bi na same gitare stavili mikrofone, ali kad bi sastav snimao uživo, koristio bih se pick-upovima koje je [Cantrell] imao instalirane na gitarama i pokušao bih obraditi taj zvuk da bude što više akustičan. Na koncu je zvučalo više poput akustične gitare nego električne akustične gitare". Tijekom snimanja albuma Cantrell se koristio gitarama tvrtke Ovation. Kako bi pomogao stvoriti akustičnu atmosferu i blaži zvuk, Kinney se katkad umjesto palicama koristio metlicama. Mikrofoni marke AKG 414 koristili su se iznad članova sastava, mikrofoni marke D-12 koristili su se za tomove i indijanere, dok su na bas-bubnju bili instalirani mikrofoni marke 421. Na gornjem dijelu doboša nalazili su se mikrofoni 451 i 57, dok je na donjem dijelu bio 441. Upečatljivi sinkopirani bubnjarski uvod u pjesmu "No Excuses" nastao je nakon što je Kinney improvizirao s poprečnim sviranjem bubnjeva. Wrightu se ta tehnika nije svidjela i izjavio je da su "na koncu uzeli nekoliko bongosa i manjih bubnjeva i uvrstili ih u ritam uz činele s pedalom." Staley je napisao većinu stihova u studiju te je bio zaslužan za aranžiranje vokalnih harmonija. Wright je izjavio da je Staley brzo radio i da su vokalne dionice bile snimljene iz prvog ili drugog pokušaja pomoću mikrofona Neumann M-49. Cantrell je bio glavni pjevač na skladbi "Don't Follow". Wright ga je opisao kao "odličnog" pjevača i istaknuo da "bez njega ne bi bilo svih tih harmonija". Snimanje je bilo dovršeno 14. rujna. Wright je od 17. do 22. rujna miksao album u studiju Scream Studio u Los Angelesu.

## Glazba i tekstovi
Zbog velike prisutnosti akustičnih glazbala Jar of Flies često se smatra nastavkom glazbenog stila kojim se skupina prvi put poslužila na EP-u Sap iz 1992. Pjesme akustične teksture na EP-u prikazuju veliku stilističku raznolikost jer sadrže elemente blues rocka, alternativnog rocka i klasičnog rocka. Steve Huey iz AllMusica istaknuo je da je "raspoloženje i dalje beznadno i sumorno, ali dirljivi, introspekitvni tonovi stvaraju opuštajući, gotovo pogrebni dojam mirenja sa stvarima. Aranžmani Jerryja Cantrella sve su detaljniji i slojevitiji; iako ima i nešto bučnih trenutaka, veći dio Jar of Fliesa pluta u čistoj, sjajnoj atmosferi kojoj je teško odrediti izvor". Paul Evans iz Rolling Stonea spomenuo je da Staleyjevi vokali na pjesmama "Swing on This" i "Rotten Apple" "u jednakoj mjeri nadahnuti Styxom i Kansasom kao što su gitarističke dionice Jerryja Cantrella nadahnute Black Sabbathom" te da vokali "iskazuju žalost i bijes". Tom Sinclair iz Entertainment Weeklyja usporedio je "No Excuses" s klasičnim rockom iz 70-ih, dok je "Swing on This" prozvao "postmodernim boogie-woogiejem". Stihovi pjesama na uratku mračni su i sumorni te je Huey izjavio da "Jar of Flies govori o nošenju s posljedicama životnih odluka; prepun je dubokih misli o usamljenosti, izolaciji od drugih ljudi i izgubljenim odnosima." Jon Pareles iz The New York Timesa komentirao je da "Alice in Chains veoma cijeni samoću na Jar of Fliesu, setu pjesama o burnoj individualnosti koja se pretvorila u progonstvo".

## Omot i naziv
EP je dobio ime po znanstvenom eksperimentu kojim se Cantrell bavio u trećem razredu. U tom su eksperimentu postojale dvije staklenke pune muha. Muhe u jednoj staklenci dobivale bi više hrane nego što je potrebno, dok bi muhe u drugoj staklenci dobivale manje. Muhe koje su dobivale više hrane brzo su se razmnožavale, ali su onda uginule jer više ne bi imale prostora u staklenci. Muhe koje su dobivalje manje hrane uspjele su preživjeti veći dio godine. O toj je anegdoti Staley izjavio: "Pretpostavljam da je tu negdje nekakva poruka. Taj je eksperiment vrlo utjecao na Jerryja."
Rocky Schenck fotografirao je naslovnicu 8. rujna 1993. u svojoj blagovaonici. Komentirao je: "Grupa je osmislila ime za uradak i željela je da na naslovnici bude dječak koji gleda u staklenku s muhama. Sjećam se da me zatražila da se koristim 'ludim bojama' tijekom fotografiranja pa sam preko svjetala stavljao mnoge različite gelove kako bih postigao konačni rezultat". Schenckov je pomoćnik nekoliko puta otišao do obližnje konjske staje, gdje je ulovio stotine muha koristeći se mrežom za leptire. Dana 27. siječnja 2019., dva dana nakon 25. godišnjice objave uratka, Schenck je na svojem profilu na Instagramu objavio rijetke fotografije nastale tijekom izrade naslovnice te je izjavio da je zaboravio kako se zove dječak prikazan na njoj.

## Objava i recenzije
Columbia Records objavila je Jar of Flies 25. siječnja 1994. Radi promidžbe EP-a objavljeni su singlovi "No Excuses" i "I Stay Away" te njihovi popratni glazbeni spotovi. "No Excuses" pojavio se na prvom mjestu ljestvice Album Rock Tracks i tako postao prvi singl grupe koji je dosegao to mjesto. U siječnju 1995. pjesma "Whale & Wasp" objavljena je kao promidžbeni singl. Cantrell je izjavio: "Nismo mogli vjerovati da je bio toliko uspješan." Dodao je: "Uspjeh Jar of Fliesa pokazao nam je da možemo raditi ono što nam se sviđa i da će se to svidjeti i drugima." Uz običnu nastala je i ograničena inačica uratka na Enhanced CD-u. Na toj se inačici uratka pojavljuju papir s tekstovima pjesama, biografija i popis uradaka skupine, glazbeni spotovi za "No Excuses" i "I Stay Away" te dijelovi intervjua s glazbenicima. K tome, Jar of Flies i Sap bili su objavljeni i zajedno kao dvostruki EP u nakladi od 2500 primjeraka.
Uradak se pojavio na prvom mjestu ljestvice Billboard 200; u prvom je tjednu objave prodan u više od 141 000 primjeraka te je tako postao prvi EP uopće i prvi uradak Alice in Chainsa koji je dosegao vrh te ljestvice. Bio je to jedini EP na vrhu ljestvice sve do 2004., kad su Jay-Z i Linkin Park objavili zajednički EP Collision Course, i 2011., kad se na vrhu našao EP Hell: The Sequel Bad Meets Evila. Jar of Flies dosad je triput dobio platinastu nakladu; u prvoj je godini objave prodan u više od dva milijuna primjeraka, a u iduće dvije godine prodano je njih još milijun.
Paul Evans iz Rolling Stonea opisao ga je "mračnim i prekrasnim", a Steve Huey izjavio je: "Jar of Flies suptilno zapanjuje, bolno je prekrasan i strahovito tužan u isto vrijeme."

### Nagrade i priznanja
Godine 1995. EP je bio nominiran za nagradu Grammy u kategoriji najboljeg omota albuma, no tu je nagradu na koncu osvojio Buddy Jackson za ilustracije na albumu "Tribute to the Music of Bob Wills and the Texas Playboys" grupe Asleep at the Wheel. Singl "I Stay Away" bio je nominiran za Grammy u kategoriji najbolje hard rock izvedbe.
U studenome 2011. Jar of Flies uvršten je na četvrto mjesto popisa najboljih deset gitarističkih albuma iz 1994. godine časopisa Guitar World. Godine 2014. pojavio se i na popisu "Superunknown: 50 kultnih albuma koji su definirali 1994." istog časopisa.
U travnju 2014. Jar of Flies uvršten je na 12. mjesto Rolling Stoneova popisa "40 najboljih albuma objavljenih tijekom najbolje godine za alternativnu glazbu u glavnoj struji". Mjesec dana poslije EP se pojavio na petom mjestu Loudwireova popisa "10 najboljih hard rock-albuma iz 1994.".
U travnju 2019. EP se pojavio na 42. mjestu Rolling Stoneova popisa "50 najboljih grunge-albuma".

## Utjecaj
Elijah Witt, pjevač Cane Hilla, izjavio je da je Jar of Flies bio veliko nadahnuće sastavu tijekom snimanja akustičnog EP-a Kill the Sun iz 2019. EP je nadahnuo i akustični EP Strung Outa iz 2018. pod imenom Black Out the Sky.

## Popis pjesama
| 1.    | »Rotten Apple«                | Layne Staley | Jerry Cantrell, Mike Inez   | 6:58 |
| 2.    | »Nutshell«                    | Staley       | Cantrell, Inez, Sean Kinney | 4:19 |
| 3.    | »I Stay Away«                 | Staley       | Cantrell, Inez              | 4:14 |
| 4.    | »No Excuses«                  | Cantrell     | Cantrell                    | 4:15 |
| 5.    | »Whale & Wasp« (instrumental) |              | Cantrell                    | 2:37 |
| 6.    | »Don't Follow«                | Cantrell     | Cantrell                    | 4:22 |
| 7.    | »Swing on This«               | Staley       | Cantrell, Inez, Kinney      | 4:04 |
| 30:49 |                               |              |                             |      |

## Zasluge
| Alice in Chains - Jerry Cantrell – vokali (na pjesmama 4 i 6), gitara, prateći vokali - Mike Inez – bas-gitara, gitara, prateći vokali - Sean Kinney – bubnjevi, udaraljke - Layne Staley – vokali Dodatni glazbenici - April Acevez – viola - Rebecca Clemons-Smith – violina - Justine Foy – violončelo - Matthew Weiss – violina - David Atkinson – usna harmonika - Randy Biro – dodatni vokali - Darrel Peters – dodatni vokali | Ostalo osoblje - Mary Maurer – umjetnička direktorica - Rocky Schenck – fotografija - Pete Cronin – fotografija - Alicia K. Thompson – fotografija - Toby Wright – tonska obrada, miksanje - Jon Plum – asistent pri snimanju - Liz Sroka – asistentica pri miksanju |

## Ljestvice
| Ljestvica (1994.)      | Najviša Pozicija |
| ---------------------- | ---------------- |
| Australija             | 2                |
| Austrija               | 22               |
| Nizozemska             | 17               |
| Novi Zeland            | 1                |
| Norveška               | 7                |
| Njemačka               | 25               |
| SAD (Billboard 200)    | 1                |
| Švedska                | 6                |
| Švicarska              | 31               |
| Ujedinjeno Kraljevstvo | 4                |